# Dreifaltigkeitskapelle (Enzenstetten)

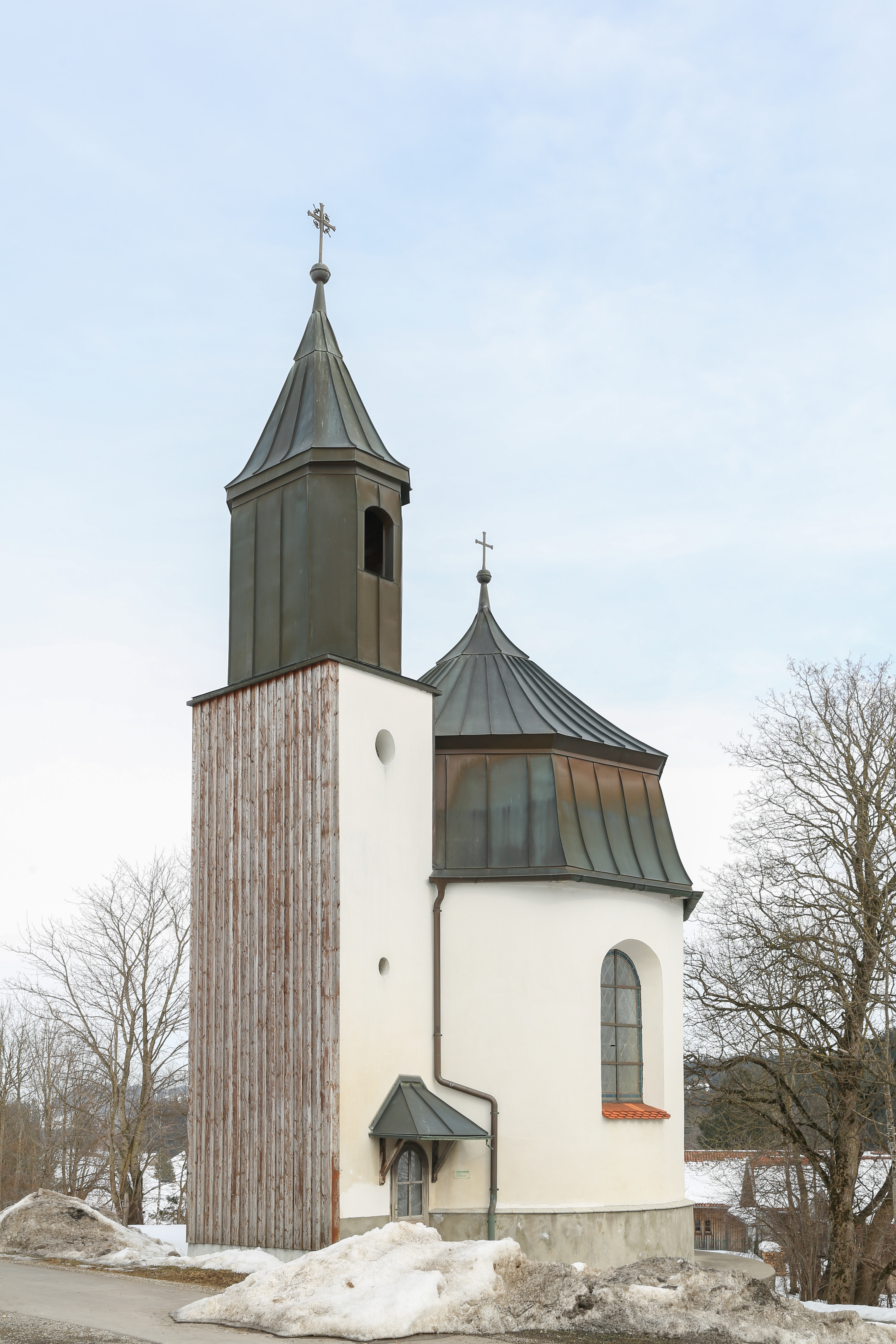
Dreifaltigkeitskapelle in Enzenstetten

Die römisch-katholische Dreifaltigkeitskapelle steht in Enzenstetten, einem Gemeindeteil von Seeg im schwäbischen Landkreis Ostallgäu in Bayern. Das denkmalgeschützte Bauwerk ist in der Liste der Baudenkmäler in Seeg unter der Nr. D-7-77-170-24 eingetragen. Die Kapelle gehört zum Bistum Augsburg.

## Beschreibung
Der 1651 gebaute und 1733 veränderte oktogonale Zentralbau, der mit einem mansardenförmigen Zeltdach bedeckt ist, hat seinen Kirchturm im Westen, dessen achteckiges Obergeschoss den Glockenstuhl beherbergt, auf dem ein spitzer Helm sitzt. Der Innenraum ist mit einer Flachdecke überspannt. Zur Kirchenausstattung gehören ein Altar und ein Kreuzweg aus dem 19. Jahrhundert.